# William A. Hadley
William A. Hadley war ein Politiker aus St. Vincent und die Grenadinen.
Er war vom 15. Oktober 1951 bis zum 15. Juli 1954 als Erstes Nominiertes Mitglied Abgeordneter im House of Assembly.